# Chiyu Mahō no Machigatta Tsukai-kata
Chiyu Mahō no Machigatta Tsukai-kata: Senjō o Kakeru Kaifuku Yōin (治癒魔法の間違った使い方 ～戦場を駆ける回復要員～?), conocida como The Wrong Way to Use Healing Magic, es una serie de novelas ligeras japonesas escritas por Kurokata e ilustradas por KeG. Comenzó a serializarse en línea en marzo de 2014 en el sitio web de publicación de novelas generada por los usuarios Shōsetsuka ni Narō. Más tarde fue adquirida por Media Factory, que ha publicado doce volúmenes entre marzo de 2016 y marzo de 2020 bajo su sello MF Books. Una adaptación a manga con arte de Reki Kugayama es serializada en la servisa de manga seinen Comp Ace de Kadokawa Shōten desde abril de 2017. Una adaptación de la serie al anime de Studio Add y Shin-Ei Animation se estrenó el 6 de enero de 2024.

## Argumento
Lo que debía ser el habitual camino de regreso a casa para Usato, acaba convirtiéndose en una aventura de proporciones épicas. Tras ser invocado a otro mundo por sorpresa junto a dos de sus compañeros, Usato descubre que él solo está allí por accidente. Todo cambia por completo cuando en el otro mundo descubren que Usato tiene una gran afinidad con la magia sanadora. Ahora tendrá que soportar un entrenamiento inhumano y usar sus habilidades sanadoras en sí mismo para obtener una fuerza y una resistencia incomparables.

## Personajes
Usato (ウサト?)
 Seiyū: Shōgo Sakata(anime) y Sōma Saitō (CD drama), Samuel Lazcano (español latino), Alejandro Saab (Inglés)
Usato es un estudiante de secundaria normal que anhela algo especial. Mientras regresa de la escuela con Suzune y Kazuki, es convocado al Reino Llinger. Cuando se descubre su aptitud para la magia curativa, lo obligan a unirse al equipo de rescate liderado por Rose. Allí, a través de un entrenamiento infernal, obtiene un cuerpo fuerte.  En su propio mundo, él (como los otros chicos de la escuela) estaba enamorado de Inukami y ahora la ve como una amiga cercana (aunque a veces lo exaspera por completo), y como ella ve vivir en este mundo como una oportunidad de vivir una vida plena y con propósito. Le aterroriza Rose, pero con el tiempo llega a respetarla e incluso admirarla. Durante sus viajes en la misión de embajador del rey Lloyd, desarrolla nuevas formas de usar la magia curativa "de la manera incorrecta", además de hacer nuevos amigos y aliados entre humanos y no humanos.
Suzune (スズネ?)
 Seiyū: Ayaka Nanase(anime) y Mikako Komatsu (CD drama), Denisse de la Fuente (español latino),  Alexis Tipton (Inglés)
Suzune es la presidenta del consejo estudiantil, quien es admirada por todos por sus excelentes calificaciones y habilidad atlética. Convocada al Reino de Llinger como heroína, tiene aptitudes para la magia del rayo. Aunque Usato la consideraba como una chica seria y responsable, en realidad Suzune tiene una gran admiración a todo lo relacionado con magia y fantasía. Ella admite a Usato que prefiere este mundo a su mundo natal y no quiere regresar, viendo este mundo como una oportunidad para ser verdaderamente libre y ella misma. Sin embargo, después de entrar en batalla con el ejército del Señor Demonio, comprende la realidad de la guerra y la posibilidad real de que la maten. Suzune parece albergar sentimientos hacia Usato.
Kazuki (カズキ?)
 Seiyū: Kengo Takanashi(anime) y Nobunaga Shimazaki (CD drama), Alan Bochm (español latino), Matt Holmes (Inglés)
Kazuki es compañero de clase de Usato y vicepresidente del consejo estudiantil. Al igual que Suzune, fue convocado al Reino Llinger como un héroe y posee aptitudes para la magia de luz. Aunque era muy popular entre las chicas, le preocupa la falta de amigos varones. También parece tener una naturaleza confiada, lo que lleva a Usato a pensar en él como "puro, dulce [e] inocente" y a esperar que Kazuki nunca cambie. También parece ser denso en cuanto a las relaciones, ya que parece no darse cuenta de los sentimientos de la Princesa Celia por él.
Amako (アマコ?)
 Seiyū: Saya Aizawa(anime) y Aya Suzaki (CD drama), Carmen Mazariegos (español latino)
Amako es una chica teriántropo. Ayuda en una frutería en la ciudad castillo de Llinger Kingdom. Ella está interesada en Usato. Es un Oráculo del Tiempo, una persona que posee el poder de la precognición y que cree que Usato tiene el poder de cambiar posibles futuros fatales. Apareció en la ciudad del castillo dos años antes después de dejar las Tierras Bestias en busca de un Sanador para salvar a su madre, ya que solo los humanos pueden usar Magia Curativa; hasta conocer a Usato, no había encontrado uno lo suficientemente fuerte o dispuesto a ayudarla. Como recompensa por su ayuda profética, el Rey Lloyd acepta que Usato la acompañe de regreso a las Tierras Bestias cuando él y los Héroes parten en la misión de embajador del Rey Lloyd. Durante sus viajes, ella y Usato desarrollan una estrecha camaradería y confianza hasta el punto en que ella puede predecir lo que él va a decir antes de que realmente lo haga y no tiene miedo de expresar sus opiniones sobre él en voz alta. Ella tiene dos amigos beastkin en Luqvist, los hermanos gemelos Kyo y Kiriha, con quienes se quedó por un tiempo mientras viajaba sola y con quienes ella y Usato se quedan mientras están en Luqvist.
Rose (ローズ Rōzu?)
 Seiyū: Atsuko Tanaka(anime) y Shizuka Itō (CD drama), Elizabeth Rojo (español latino), Colleen Clinkenbeard (Inglés)
Rose es la líder del equipo de rescate del Reino Llinger. Aunque usa magia curativa, también es una luchadora muy capaz. Obligó a Usato, que puede usar magia curativa, a unirse al equipo de rescate y lo entrenó para que fuera su mano derecha. Cinco años atrás, Rose solía ser capitana de la Orden de los Caballeros, pero renunció a su puesto después de que sus anteriores subordinados bajo su mando fueron asesinados por un escuadrón del ejército demoníaco. Rose posee una cicatriz en el ojo derecho, el cual no se curó para recordar a sus antiguos camaradas caídos. Su estilo y régimen de entrenamiento son extremadamente duros, pero tiene grandes esperanzas en Usato y está decidida a convertirlo en su "mano derecha" y "el sanador ideal", creyendo que es el "subordinado que no morirá" que ha estado buscando. Ocasionalmente la acompaña Kukuru, un "conejo negro" grisáceo.
Blurin (ブルリン Bururin?)
 Seiyū: Akeno Watanabe(anime) y Mutsumi Tamura (CD drama), Davon Oliver (Inglés)
Ella es hija de un poderoso monstruo llamado Blue Grizzly y se apega a Usato después de una batalla con una serpiente gigante, el enemigo de sus padres. Rose permitió que el cachorro se quedara en la residencia del Equipo, pero oficialmente es "propiedad" del Equipo de Rescate. Blurin es muy cariñoso con Usato y originalmente solo le permitió a Usato acariciarlo (aunque en el episodio 6 del anime permite que el guardia Aruku lo acaricie); durante su estadía en Luqvist, Amako ayuda a cuidarlo, y en el Capítulo 32 del manga se siente lo suficientemente cómodo con ella como para permitirle montarlo en su espalda en caso de emergencia. Acompaña a Usato cuando él y los Héroes parten en la misión de embajador del Rey Lloyd, y gracias a su velocidad y fuerza (aunque todavía es solo un cachorro) demuestra ser un poderoso aliado en las peleas.
Orga (オルガ Oruga?)
 Seiyū: Genta Nakamura, Landon McDonald (Inglés)
Un miembro del Equipo de Rescate que forma parte del "apoyo de retaguardia" del Equipo. Dirige una clínica en la ciudad con su hermana Ururu después de que ambos no pudieron seguir el ritmo del entrenamiento de Rose. Si bien puede curar a otros, admite que no es lo suficientemente fuerte como para curarse a sí mismo; sin embargo, Usato ve que la magia curativa de Orga es mucho más fuerte que la suya.
Ururu (ウルル?)
 Seiyū: Yoshino Aoyama, Nia Celeste (Inglés)
Miembro del equipo de rescate que forma parte del "apoyo de retaguardia" del equipo. Dirige una clínica en la ciudad con su hermano Orga después de que ambos no pudieron seguir el ritmo del brutal entrenamiento de Rose, y es muy protectora con él.
Tong (トング Tongu?)
 Seiyū: Kentarō Itō, David Wald (Inglés)
Un miembro del equipo de rescate, compañero de habitación de Usato y el más fuerte de los cinco subordinados de Rose.
Mill (ミル Miru?)
 Seiyū: Chado Horii, Cris George (Inglés)
Un miembro del equipo de rescate.
Alec (アレク Areku?)
 Seiyū: Tōru Nara, Marcus D. Stimac (Inglés)
Un miembro del equipo de rescate, que está a cargo de la cocina y de cocinar.
Gomul (ゴムル Gomuru?)
 Seiyū: Sōshirō Hori,  Anthony Bowling (Inglés)
Un miembro del equipo de rescate.
Gurd (グルド Gurudo?)
 Seiyū: Hayato Fujii, Rudy Lopez (Inglés)
Un miembro del equipo de rescate, que tiene barba de chivo y rasgos/orejas de rata.
Princess Celia (セリア Seria?)
 Seiyū: Reina Ueda, Sarah Wiedenheft (Inglés)
La princesa del Reino Llinger, que desarrolla sentimientos por Kazuki (de los que él no es consciente o decide no ver).
Aruku (アルク?)
 Seiyū: Shōhei Komatsu, Carson Wright (Inglés)
Un caballero del Reino de Llinger. Suele ser un guardia en la puerta del castillo, pero también actúa como protector de la retaguardia del equipo de rescate durante la batalla. Se describe a sí mismo como "torpe" y más adecuado para ser un guardia, pero sus compañeros guardias le aseguran a Usato que Aruku es experto tanto en magia como en esgrima. Usato lo selecciona personalmente para unirse a él y a los Héroes en la misión de embajador del Rey Lloyd, y acompaña a Usato y Amako cuando sus caminos se separan de los de los demás después de visitar Luqvist.
Amila (アーミラ Āmira?)
 Seiyū: Hitomi Ueda, Hayden Daviau (Inglés)
La comandante de la tercera legión del ejército del Señor Demonio. Ella y Rose han sido enemigas mortales desde que Rose casi mató a su maestro Nero Arjence dos años antes. En el Volumen Dos de las novelas ligeras y el Capítulo 18 del manga, el Señor Demonio la degrada de comandante a soldado común después de la derrota del Ejército Demonio por parte de Llinger, declarando su creencia de que ella puede servirle mejor en las filas.
Hyriluk (ヒュルルク Hyururuku?)
 Seiyū: Wataru Hatano, Kieran Flitton (Inglés)
Un investigador del ejército del Señor Demonio que creó dos monstruos serpiente gigantes, uno de los cuales fue asesinado en la Oscuridad del bosque Linger por Usato y Rose y el otro en batalla por Inukami y Kazuki.

## Contenido de la obra

### Novela ligera
La serie está escrita por Kurokata e ilustrada por KeG. Comenzó a serializarse en línea en marzo de 2014 en el sitio web de publicación de novelas generada por los usuarios Shōsetsuka ni Narō. Posteriormente fue adquirido por Media Factory, que ha publicado doce volúmenes entre marzo de 2016 y marzo de 2020 bajo su sello MF Books.

#### Lista de volúmenes
| Volúmenes de novelas ligeras publicadas | Volúmenes de novelas ligeras publicadas | Volúmenes de novelas ligeras publicadas |
| Número                                  | Fecha de lanzamiento                    | ISBN                                    |
| --------------------------------------- | --------------------------------------- | --------------------------------------- |
| 1                                       | 25 de marzo de 2016                     | ISBN 978-4-04-068185-6                  |
| 2                                       | 24 de junio de 2016                     | ISBN 978-4-04-068427-7                  |
| 3                                       | 23 de septiembre de 2016                | ISBN 978-4-04-068636-3                  |
| 4                                       | 25 de enero de 2017                     | ISBN 978-4-04-069054-4                  |
| 5                                       | 25 de abril de 2017                     | ISBN 978-4-04-069191-6                  |
| 6                                       | 25 de septiembre de 2017                | ISBN 978-4-04-069498-6                  |
| 7                                       | 24 de febrero de 2018                   | ISBN 978-4-04-069727-7                  |
| 8                                       | 25 de julio de 2018                     | ISBN 978-4-04-065023-4                  |
| 9                                       | 24 de noviembre de 2018                 | ISBN 978-4-04-065306-8                  |
| 10                                      | 25 de abril de 2019                     | ISBN 978-4-04-065682-3                  |
| 11                                      | 25 de octubre de 2019                   | ISBN 978-4-04-064060-0                  |
| 12                                      | 25 de marzo de 2020                     | ISBN 978-4-04-064538-4                  |

### Manga
Una adaptación a manga con arte de Reki Kugayama es serializada en la servisa de manga seinen Comp Ace de Kadokawa Shōten desde abril de 2017.

#### Lista de volúmenes
| Volúmenes de manga publicados | Volúmenes de manga publicados | Volúmenes de manga publicados |
| Número                        | Fecha de lanzamiento          | ISBN                          |
| ----------------------------- | ----------------------------- | ----------------------------- |
| 1                             | 26 de septiembre de 2017      | ISBN 978-4-04-106129-9        |
| 2                             | 26 de febrero de 2018         | ISBN 978-4-04-106728-4        |
| 3                             | 22 de septiembre de 2018      | ISBN 978-4-04-107356-8        |
| 4                             | 4 de marzo de 2019            | ISBN 978-4-04-107897-6        |
| 5                             | 26 de agosto de 2019          | ISBN 978-4-04-108579-0        |
| 6                             | 24 de marzo de 2020           | ISBN 978-4-04-108580-6        |
| 7                             | 26 de octubre de 2020         | ISBN 978-4-04-110503-0        |
| 8                             | 24 de abril de 2021           | ISBN 978-4-04-110504-7        |
| 9                             | 26 de noviembre de 2021       | ISBN 978-4-04-111801-6        |
| 10                            | 26 de marzo de 2022           | ISBN 978-4-04-111802-3        |
| 11                            | 25 de octubre de 2022         | ISBN 978-4-04-113043-8        |
| 12                            | 25 de marzo de 2023           | ISBN 978-4-04-113044-5        |

### Anime
Se anunció una adaptación de la serie al anime durante el evento de transmisión en vivo del 8º aniversario de MF Books el 15 de agosto de 2021. La serie está producida por Studio Add y Shin-Ei Animation y dirigida por Takahide Ogata, con Shogo Yasukawa a cargo de la composición de la serie, Keiji Tanabe diseñando los personajes y Elements Garden componiendo la música. Se estrenó el 6 de enero de 2024 en Tokyo MX y BS11. El tema de apertura es «Cure», interpretado por Waterweed, mientras que el tema de cierre es «Green Jade», interpretado por ChouCho. Crunchyroll obtuvo la licencia de la serie fuera de Asia. Muse Communication obtuvo la licencia de la serie en el sur y sudeste de Asia.
El 13 de diciembre de 2023, Crunchyroll anunció que la serie había recibido un doblaje en español latino, la cual se estrenó el 26 de enero.
Se anunció una segunda temporada en la Otakon el 3 de agosto de 2024.